# NGC 6052-1
NGC 6052-1 (NGC 6064-1) je spiralna galaktika u zviježđu Herkulu. Naknadno je utvrđeno da je NGC 6064-1 ista galaktika.

## Vanjske poveznice
- (engl.) SEDS: NGC 6052
- (engl.) Hartmut Frommert: Revidirani Novi opći katalog
- (engl.) Izvangalaktička baza podataka NASA-e i IPAC-a
- (engl.) Astronomska baza podataka SIMBAD
- (engl.) VizieR
- (engl.) Auke Slotegraaf: NGC 6052 Deep Sky Observer's Companion
- (engl.) Courtney Seligman: Objekti Novog općeg kataloga: NGC 6050 - 6099